# ميوز واتسون
ميوز واتسون (بالإنجليزية: Muse Watson)‏ هو ممثل أمريكي، ولد في 20 يوليو 1948 بالإسكندرية في الولايات المتحدة. بدأ مشواره المهني سنة 1989.

## أعمال

### أفلام
- (1995) القتلة[3]
- (1997) أعرف ماذا فعلت الصيف الماضي[4]
- (1997) لوليتا
- (1999) الجاسوس الذي غيرني
- (1999) تكساس بلود موني
- (2000) مجرمون أمريكيون
- (2013) طارد الأرواح الأخير الجزء الثاني[5]

### مسلسلات
- إن سي آي إس
- بريزون بريك
- جاغ
- كاسل
- كولد كيس

## وصلات خارجية
- ميوز واتسون على موقع IMDb (الإنجليزية)
- ميوز واتسون على موقع ألو سيني (الفرنسية)
- ميوز واتسون على موقع أول موفي (الإنجليزية)
- ميوز واتسون على موقع قاعدة بيانات الأفلام السويدية (السويدية)
- ميوز واتسون على موقع إن إن دي بي (الإنجليزية)
- ميوز واتسون على موقع قاعدة بيانات الفيلم (الإنجليزية)
- ميوز واتسون على موقع كينوبويسك (الروسية)